# Ctimene minor
Ctimene minor là một loài bướm đêm trong họ Geometridae.